# Philosycella
Philosycella is een geslacht van vliesvleugeligen uit de familie Pteromalidae. De wetenschappelijke naam van dit geslacht is voor het eerst geldig gepubliceerd in 1976 door Abdurahiman & Joseph.

## Soorten
Het geslacht Philosycella is monotypisch en omvat slechts de volgende soort:
- Philosycella wiebesina Abdurahiman & Joseph, 1976